# Nuclear Research and consultancy Group
De Nuclear Research & consultancy Group (NRG) is een Nederlands bedrijf dat nucleair onderzoek doet voor nationale en internationale overheid (Europa) en bedrijven. Het is de belangrijkste producent van radio-isotopen voor medisch gebruik in Europa. Het gebruikt en beheert de onderzoeksreactoren in Petten, die eigendom zijn van de Europese Unie.
Het bedrijf is in 1998 opgezet als een gezamenlijke onderneming van ECN en KEMA, waarin beide bedrijven hun nucleaire activiteiten onderbrachten. In 2006 is het aandeel van KEMA door ECN overgenomen zodat NRG een volledige dochteronderneming werd van ECN. Anno 2023 is NRG onderdeel van de Stichting NRG, die samen met de Stichting Voorbereiding Pallas-reactor een personele unie vormt.
Het instituut verleent ook diensten aan chemische, medische en olie- en gaswinnende en bedrijven.